# 국대부인
국대부인(國大夫人·國太夫人)은 중국과 한반도의 제·왕국에서 사용했던 외명부(外命婦) 관작이다. 한반도에선 조선시대 세종 14년(1432년)에 부부인(府夫人)으로 개칭되었다.

## 유래
국대부인은 중국 당나라에서 1품이상 관원(황족 포함)의 어머니나 부인을 봉작한 작위인 국부인(國夫人)을 기원으로 한다. 오대십국 시대에는 열국의 개국왕들이 사친을 국부인에 태(太)를 더한 국태부인으로 봉하였으며, 송나라·원나라·명나라에서는 황후의 어머니를 국태부인으로 삼았다.
한반도에서 국대부인을 사용한 최초의 기록은 《삼국유사》로 신라 내물왕 때의 사람인 김제상(혹은 박제상)의 아내를 국대부인으로 기록하고 있다. 후백제의 개국왕인 견훤의 공주였던 견씨도 고려가 개국한 뒤 태조의 장모가 됨으로써 국대부인 견씨로 봉해졌다.
고려 문종 때 정3품의 왕족 여성을 국대부인으로 봉하는 기준이 세워졌는데, 사서와 묘비 등의 실제 기록을 비춰보면 왕의 장모와 외조모, 재상이나 부원군의 처 혹은 어머니 등이 국대부인에 봉해졌다. 현재까지 발견된 기록에 따르면 고려엔 현종의 왕후였던 원성왕후·원혜왕후·원평왕후의 어머니인 안효국대부인(安孝國大夫人)을 필두로 총 18명 이상의 국대부인이 존재했다.
조선 시대에도 건국 초기에는 고려 때의 제도를 계승하여, 조선 태조는 왕으로 즉위한 뒤 의비(懿妃)로 추존한 어머니 최씨(훗날 의혜왕후)의 3대조를 추증하며 최씨의 모·조모·증조모를 모두 조선국대부인(朝鮮國大夫人)으로 삼았다. 이후 태종이 즉위하여 자신의 외조모를 삼한국대부인으로 추증하고, 장모 송씨(원경왕후의 모친) 역시 삼한국대부인으로 삼았다.
태종 17년에 명부의 작위를 재조정하여 대군의 처는 외명부 의친처 정1품 상(上)의 삼한국대부인(三韓國大夫人)으로 삼고, 왕비(王妃)의 어머니(生母·法母)는 정1품 하(下)의 ○한국대부인(某韓國大夫人)으로 삼아 삼한(三漢: 변한·진한·마한) 중 하나의 국호를 쓰도록 하였고, 후궁 소생의 제군의 처는 종1품 ○한국부인(某韓國夫人)으로 삼았다. 공신의 처 역시 특별히 국대부인과 국부인을 써 일반 대신의 처와 차별을 두었는데 대신 왕족 여성보다 반등을 감하여 정1품 좌·우의정 부원군(左右議政府院君)의 처는 외명부 공신처 정1품 상(上)인 ○한국대부인(某韓國大夫人)으로 제부원군(諸府院君)의 처는 정1품 하(下)인 ○한국부인(某韓國夫人)으로 삼았다.
조선 세종14년, 신하(공신)의 처가 국호(國號)를 쓰는 것이 온당치 않다하여 이를 상고토록 하였는데 상정소에서 종친처 역시 더불어 개칭토록 하니 이는 태종 즉위 후부터 '제후국의 봉작은 종주국보다 2등 낮춘다'는 조건에 맞춰 작위를 수정해왔던 것의 연장이다. 이로 인해 국대부인의 국(國)이 조선의 최고 행정단위인 부(府)로 낮추어지고 대(大)가 생략된 부부인(府夫人)으로 개칭되어 대군의 처와 정궁의 어머니는 동등히 정1품 부부인으로 개칭·봉작토록 하고, 작위 앞에 도호부 단위의 부(고을) 이름을 쓰도록 하여 조선의 제후임을 피력하였는데 이후 이는 본관이나 연고지로 교체된다. 다만 종실·공신·문무 2품 이상의 수절(守節)한 적모로서 옛 제도에 따라 아들의 직위로 인하여 가작하는 이에게는 특별히 대(大)를 작위에 더할 수 있도록 했는데 이는 훗날 부대부인의 탄생 배경이 된다. 외명부의 개칭이 있고 보름 후인 음력 2월 1일, 세종은 이미 사망하였거나 남편이 사망한 부인의 작위는 개칭치 않고 옛 작위를 그대로 쓸 수 있도록 하자며 대신들을 설득하였다. 이로 인해 세조시대까지 일부 여성이 국대부인으로 호칭된 기록이 《조선왕조실록》에 남아있다.
예조(禮曹)에 전지(傳旨)하기를,
“졸(卒)한 금천부원군(錦川府院君) 박은(朴訔)의 처(妻) 진한국대부인(辰韓國大夫人) 주씨(周氏)와 한평부원군(漢平府院君) 조연(趙涓)의 처 변한국대부인(卞韓國大夫人) 김씨(金氏)와 여산부원군(礪山府院君) 송거신(宋居信)의 처 마한국대부인(馬韓國大夫人) 신씨(辛氏)와 풍산군(豊山君) 심귀령(沈龜齡)의 처 정화택주(靖和宅主) 김씨(金氏)와 연성군(蓮城君) 김정경(金定卿)의 처 화혜택주(和惠宅主) 왕씨(王氏) 등은 나이도 늙었거니와 또 공신(功臣)의 처이니, 나이 70에 치사(致仕)한 당상관(堂上官)의 예에 의하여 매달 술과 고기를 보내게 하라.”
하였다.— 《조선왕조실록》단종 11권, 2년(1454 갑술 / 명 경태(景泰) 5년) 7월 5일(갑인) 1번째기사

## 같이 보기
- 외명부
- 부부인